# イワノフ反応
イワノフ反応（イワノフはんのう、Ivanov reaction）は、アリール酢酸のエンジオラート（イワノフ試薬）が、カルボニル化合物やイソシアネートなどの求電子反応剤と求電子付加反応する有機化学反応のことである。発見者のブルガリアの有機化学者であるディミタール・イワノフ（英語版）の名前に因んで、当反応は名付けられた。
イワノフ試薬は、アルデヒド、ケトン、イソシアネート、ハロゲン化アルキル等、多くの求電子反応剤と反応する。生成物は自発的に脱炭酸を起こすことはないが、いくつかの試薬では起こすことも可能となる。
イワノフ反応は、Zimmerman-Traxler六員環遷移状態を経由して進行することが明らかとなっている。